# Szermierka na Igrzyskach Panamerykańskich 1995
Szermierka na Igrzyskach Panamerykańskich 1995 odbywała się w dniach 12–17 marca 1995 roku w argentyńskim Mar del Plata. Zawodnicy obojga płci rywalizowali w dziesięciu konkurencjach.

## Podsumowanie

### Klasyfikacja medalowa
| Klasyfikacja medalowa | Klasyfikacja medalowa | Klasyfikacja medalowa | Klasyfikacja medalowa | Klasyfikacja medalowa | Klasyfikacja medalowa |
| Miejsce               | państwo               | Złoto                 | Srebro                | Brąz                  | Razem                 |
| --------------------- | --------------------- | --------------------- | --------------------- | --------------------- | --------------------- |
| 1                     | Kuba                  | 5                     | 6                     | 4                     | 15                    |
| 2                     | Stany Zjednoczone     | 5                     | 4                     | 2                     | 11                    |
| 3                     | Argentyna             | 0                     | 0                     | 3                     | 3                     |
| 4                     | Kanada                | 0                     | 0                     | 2                     | 2                     |
| 5                     | Chile                 | 0                     | 0                     | 1                     | 1                     |
| 5                     | Kolumbia              | 0                     | 0                     | 1                     | 1                     |
| 5                     | Meksyk                | 0                     | 0                     | 1                     | 1                     |
| 5                     | Wenezuela             | 0                     | 0                     | 1                     | 1                     |
| Razem                 | Razem                 | 10                    | 10                    | 15                    | 35                    |

### Medaliści

#### Mężczyźni
| 1. miejsce                                                                                   | 2. miejsce                                                                         | 3. miejsce                                                                                  | Źródło |
| Floret                                                                                       | Floret                                                                             | Floret                                                                                      |        |
| -------------------------------------------------------------------------------------------- | ---------------------------------------------------------------------------------- | ------------------------------------------------------------------------------------------- | ------ |
| Elvis Gregory                                                                                | Rolando Tucker                                                                     | Nick Bravin Leandro Marchetti                                                               | [ 1 ]  |
| Kuba · Rolando Tucker · Elvis Gregory · Ignacio González · Oscar García                      | Stany Zjednoczone · Nick Bravin · Zaddick Longenbach · Allain Weber · Sean McClain | Argentyna · Leandro Marchetti · Alberto González · Christian Arslanian · Juan Pablo Barbosa | [ 2 ]  |
| Szpada                                                                                       |                                                                                    |                                                                                             |        |
| Carlos Pedroso                                                                               | Tamir Bloom                                                                        | Paris Inostroza Iván Trevejo                                                                | [ 3 ]  |
| Kuba · Carlos Pedroso · Iván Trevejo · Lázaro Castro · César Aguilera                        | Stany Zjednoczone · Tamir Bloom · Michael Marx · James O’Neill · James Carpenter   | Kolumbia · Mauricio Rivas · Juan Miguel Paz · Carlos Carrasquilla · William González        | [ 4 ]  |
| Szabla                                                                                       |                                                                                    |                                                                                             |        |
| Peter Westbrook                                                                              | Arístides Faure                                                                    | Carlos Bravo Alexis Leiva                                                                   | [ 5 ]  |
| Stany Zjednoczone · Peter Westbrook · Thomas Strzalkowski · Michael D'Asaro · John Friedberg | Kuba · Arístides Faure · Alexis Leiva · Agustín García · Pedro Pablo Cabezas       | Kanada · Tony Plourde · Jean-Marie Banos · Leszek Nowosielski · Maxime Soucy                | [ 6 ]  |

#### Kobiety
| 1. miejsce                                                                  | 2. miejsce                                                                            | 3. miejsce                                                                                | Źródło |
| Floret                                                                      | Floret                                                                                | Floret                                                                                    |        |
| --------------------------------------------------------------------------- | ------------------------------------------------------------------------------------- | ----------------------------------------------------------------------------------------- | ------ |
| Ann Marsh                                                                   | Idorys Díaz                                                                           | Bárbara Hernández Felicia Zimmermann                                                      | [ 7 ]  |
| Kuba · Idorys Díaz · Bárbara Hernández · Migsey Dussú · Caridad Estrada     | Stany Zjednoczone · Ann Marsh · Felicia Zimmermann · Olga Chernyak · Monique de Bruin | Argentyna · Alejandra Carbone · Sandra Giancola · Dolores Pampin · Yanina Iannuzzi        | [ 8 ]  |
| Szpada                                                                      |                                                                                       |                                                                                           |        |
| Leslie Marx                                                                 | Milagros Palma                                                                        | Yolitzin Martínez Yurina Suárez                                                           | [ 9 ]  |
| Stany Zjednoczone · Leslie Marx · Margo Miller · Rachel Hough · Donna Stone | Kuba · Milagros Palma · Yurina Suárez · Mirayda García · Zuleydis Ortiz               | Kanada · Sherraine Schalm · Maureen Griffin · Heather Landymore · Marie-Françoise Hervieu | [ 10 ] |